# Línea R2 (AUVASA)
La línea R2 de AUVASA es un servicio nocturno que se presta durante las Ferias y Fiestas de la Virgen de San Lorenzo de la ciudad de Valladolid. Une el Recinto Ferial con los barrios de Parquesol, Arturo Eyriès, La Rubia y Covaresa.

## Frecuencias
| DÍA                                       | LUGAR DE SALIDA  | HORARIOS DE SALIDA       |
| ----------------------------------------- | ---------------- | ------------------------ |
| Lunes a jueves laborables y días festivos | REAL DE LA FERIA | 23:30, 0:15 y 1:00       |
| Viernes y vísperas de festivos            | REAL DE LA FERIA | 23:30, 0:15, 1:00 y 2:00 |
| Último día de ferias                      | REAL DE LA FERIA | 23:30 y 0:00             |

## Paradas
| Hacia Covaresa                                            | Correspondencia con líneas: |
| --------------------------------------------------------- | --------------------------- |
| Avda. Mundial 82 Estadio José Zorrilla                    | R R1 R3 R4 R5               |
| C/ Adolfo Miaja de la Muela fte. Padre Llanos             | B3                          |
| C/ Dr. Villacián 51 esq. Adolfo Miaja de la Muela         | -                           |
| C/ Dr. Villacián 5 esq. Mariano de los Cobos              | -                           |
| C/ Dr. Villacián 3 fte. Mº de Prado                       | -                           |
| Avda. Medina del Campo 15 fte. Centro Salud Arturo Eyriès | B4                          |
| Avda. Medina del Campo esq. Barlovento                    | B4                          |
| Pº Zorrilla 166 fte. LAVA                                 | R4 B1 B4                    |
| Pº Zorrilla 198 Bº La Rubia                               | -                           |
| Pº Zorrilla 236 centro comercial                          | -                           |
| Pº Zorrilla 346 esq. Vinos Ribera de Duero                | B4                          |
| Pº Zorrilla 364 esq. Vinos de Rueda                       | B4                          |
| Ctra. Rueda 204 fte. centro deportivo                     | B1                          |
| C/ Miguel Delibes 19B esq. Unamuno                        | -                           |
| C/ Miguel Delibes 1                                       | B1                          |
| Cañada Real fte. Col. El Pilar                            | B1                          |